# Motín de las quintas de Barcelona (1773)

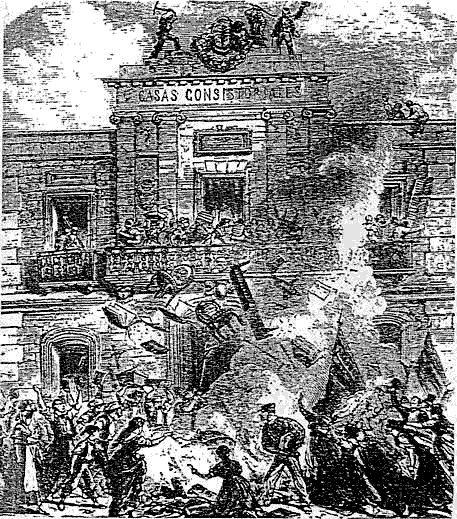
Motín de las quintas de Barcelona (1773).

El motín de las quintas (en catalán: Avalot de les quintes) que tuvo lugar en Barcelona (España) en 1773 se inició al publicarse una nueva Real Ordenanza de Quintas aprobada en 1770 por Carlos III que obligaba a reclutar obligatoriamente, por sorteo, a un número determinado de hombres durante el siglo XVIII.

## Historia
Ya en 1743 se produjo un alboroto en Cervera con motivo de una quinta, porque este sistema de reclutamiento contravenía el tradicional establecido en el antiguo sistema catalán. Se propuso como alternativa reclutar voluntarios que serían pagados con los recursos aportados por los pueblos.
En 1770 el rey Carlos III estableció como forma de reclutamiento generalizado el sistema de las quintas, que obligaba a un servicio de entre seis y ocho años, según la edad de los reclutados, con cuatro meses de permiso anual para participar en las labores del campo. La orden provocó una reacción inmediata en Cataluña. Representantes de los doce corregimientos (no los corregidores, que eran funcionarios castellanos) se reunieron en Barcelona, constituidos en una autoproclamada «Diputación de Cataluña» (que evocaba la Diputación del General de Cataluña o Generalidad abolida por el Decreto de Nueva Planta). El 13 de febrero de 1773 dirigieron una representación al rey en la que exponían los graves prejuicios que la quinta causaría a la economía catalana, que tantos ingresos estaba proporcionando a la Hacienda real, y proponían cubrir la demanda de 2400 hombres para ese año mediante voluntarios reclutados siguiendo el sistema tradicional del Principado.
La petición fue rechazada el 28 de febrero, lo que generó un clima de malestar que desembocó, el 4 de mayo, en «lo gran alvoroto dels joves solters, a causa de voler-los allistar i quintar, violentament, desde l’edat de setze anys fin a trenta-sis» (‘el gran alboroto de los jóvenes solteros, a causa de quererlos alistar y quintar, violentamente, desde la edad de dieciséis años hasta treinta y seis’), tal como lo recogió en su diario el barón de Maldá, testigo de los hechos. Así explicó (en catalán) lo que sucedió aquel día en Barcelona:

Muchísimos figuran de buena mañana, temiéndose las quintas, estando los portales de la ciudad abiertos; y muchos otros, habiéndolos encontrado cerrados, se fueron en tropel a la Seu, armados con bastones y barrotes de madera, haciéndose seguir por otros, aunque se resistiesen. Entrados en la Seu, rabiando de quimera, dejando escandalizados los oídos de la gente pía, pidieron al monje la llave para subir furiosos al campanario de las campanas; no pudo detener a tanta chusma de muchachos [‘xurma de minyons’] como había allí. Cogieron las cuerdas de las campanas, yendo todas al aire.

Después del toque a somatén se produjeron enfrentamientos entre sublevados y militares que se saldaron con siete muertos y más de cincuenta heridos, una parte de los cuales morirían en el hospital. El capitán general, máxima autoridad de Cataluña tras la Nueva Planta, pidió refuerzos, pero la situación solo se pacificó gracias a la intervención de los gremios que en una negociación secreta consiguieron alcanzar una solución de compromiso: se contratarían voluntarios pagados, pero se inscribirían mediante un sorteo de quintas amañado, con lo que así se cumplirían (aparentemente) las órdenes del rey.
El protagonismo de los gremios, asumiendo de hecho la función que antes de la Nueva Planta tenían en los ayuntamientos, alarmó al Consejo de Castilla, que creyó que estaban intentando reconstruir un organismo representativo con la pretensión de «reducir a pacto con el soberano el modelo de contribuir en el Servicio Militar, y erigir un cuerpo intermedio desconocido aun en estados meramente republicanos». El Consejo de Castilla ordenó que los gremios no volvieran a intervenir en los asuntos públicos, denunciando a la vez «el orgulloso espíritu que revive y domina en el corazón de los catalanes para restituirse a la libertad de los antiguos fueros» y mostrando su alarma ante el hecho de que «el clero, la nobleza y el pueblo de Cataluña piensan del mismo modo» en relación con estas cuestiones.
El obispo José Climent intercedió por los presos y los amotinados ante el fiscal del Consejo de Castilla Pedro Rodríguez Campomanes, y eso le costó tener que renunciar al obispado en 1775.